# Buchi nella sabbia
Buchi nella sabbia è un romanzo giallo pubblicato nel 2015 e scritto da Marco Malvaldi.

## Trama
Siamo nel settembre del 1900 a Pisa. Il re Vittorio Emanuele III si trova nella sua tenuta di caccia a San Rossore quando viene invitato ad assistere alla Tosca, l'ultima opera del compositore (e amico del re) Giacomo Puccini. L'opera risente però delle ultime tragiche vicende, dal momento che appena qualche mese prima l'anarchico Gaetano Bresci ha assassinato il padre di Vittorio Emanuele, Umberto I. Il libretto della Tosca è infatti intriso di forti contenuti politici, e il ruolo del tenore viene affidato a un celebre anarchico dell'epoca: Ruggero Balestrieri, carrarino con molte amicizie anarchiche. Nella trama di Tosca è previsto che il personaggio di Cavaradossi, interpretato dal tenore Balestrieri, venga ucciso. E così durante la prima al Teatro Nuovo di Pisa, i fucili sparano al tenore. Ma qualcuno ha caricato i fucili con vere munizioni anziché a salve, e Balestrieri muore. Ernesto Ragazzoni, inviato del quotidiano La Stampa, amante delle bevute in compagnia, ma attento ascoltatore e di intelligenza sopraffina, risolverà il mistero.

## Edizioni
- Marco Malvaldi, Buchi nella sabbia, Palermo, Sellerio editore, 2015, ISBN 9788838933721.